# Рогоява, Русиате
Русиате Рогоява (англ. Rusiate Rogoyawa; род. 16 мая 1961 года) — фиджийский лыжник, участник двух Олимпиад. Первый фиджиец, принявший участие в зимних Олимпийских играх.

## Биография
Русиате Рогоява родился на Фиджи и проживал там до 21-летнего возраста. Потом он принял решение изучать электротехнику, для чего отправился в Осло. Там он жил в норвежской семье, которая привлекла его к занятию лыжными гонками. Рогоява начал тренироваться и в 1988 году получил специальное предложение выступить на Играх в Калгари от Международного Олимпийского комитета. Таким образом он стал первым в истории представителем Фиджи, выступившем на зимних Играх.
В Калгари Рогоява выступал в одном виде программы — гонке на 15 километров классическим стилем. На финише дистанции фиджиец показал время 1ч01:26.3, обойдя на 0.1с мексиканца Альвареса и на полторы минуты Андреа Саммаритани из Сан-Марино, заняв 83-е место. От победившего Михаила Девятьярова он отстал более чем на 20 минут.
После Олимпиады Русиате Рогоява не прекратил тренировки и спустя шесть лет вновь представлял Фиджи на Олимпийских играх. Он стартовал на дистанции 10 км классикой и занял там последнее 88-е место с отставанием в 14 минут от победившего Бьорна Дэли и с пятиминутным отставанием от ставшего предпоследним турка Михата Йилдирима.
Вторым участником зимних Игр от Фиджи стал горнолыжник Лоренс Томс, выступавший на Играх в Солт-Лейк-Сити.